# 天主教約羅教區
天主教約羅教區（拉丁語：Dioecesis Yorensis）是洪都拉斯一個羅馬天主教教區，屬特古西加爾巴總教區。
教區成立於2005年9月19日，
位於約羅省，2010年有教友441,525人（佔轄區總人口80.8%）、十一個堂區、三十名司鐸。現任教區主教為若望-類思·賈松。